# Étricourt-Manancourt
Étricourt-Manancourt är en kommun i departementet Somme i regionen Hauts-de-France i norra Frankrike. Kommunen ligger i kantonen Combles som tillhör arrondissementet Péronne. År 2022 hade Étricourt-Manancourt 525 invånare.

## Befolkningsutveckling
Antalet invånare i kommunen Étricourt-Manancourt
| Referens: INSEE |